# Cal Nuix (Cervera)
Cal Nuix és una obra de Cervera (Segarra) protegida com a Bé Cultural d'Interès Local.

## Descripció
Habitatge de planta quadrangular que ocupa gairebé l'espai corresponent a l'illa de cases compresa entre els carrers Santa Maria, Sant Domènec, Sant Magí i carreró o costa de la Vall. La façana principal presenta una mena de tall al biaix on s'obre la porta principal, i que fou conseqüència d'una reforma urbanística de l'últim terç del segle xix mitjançant la qual es produí un eixamplament del carrers Santa Maria i Sant Domènec, prenent part del territori de la finca.
L'aspecte actual de cal Nuix -resultat de l'aplegament de quatre cases diferents- ve conformat per la façana principal, en la qual trobem una porta d'accés, un balcó a la primera planta, mentre a la part superior s'obren dues finestres estretes rectangulars, separades del pis principal per una motllura senzilla. La porta, de llinda plana, està emmarcada per motllures i pilastres lleugerament encoixinades, mentre el balcó està sostingut per dues cartel·les en forma de mènsules. A banda i banda del balcó hi ha una pilastra encoixinada que transcorre fins a la cornisa motllurada de la teulada, que a la vegada recorre les façanes laterals de l'edifici.
La façana lateral del carrer Sant Domènec està definida per quatre nivells horitzontals d'obertures. Les tres interiors - més petites-, s'obren immediates al sòcol i correspondrien a un espai per sota del nivell de la porta d'entrada. Situades a una alçada corresponent a la meitat de la porta s'obren tres finestres més, mentre que per damunt d'aquestes s'obren tres balcons que es corresponen amb la planta principal i amb el situat a la façana d'accés. A la part superior de l'edifici -zona de golfes- s'hi obren tres finestres, més senzilles i sense cap tipus d'emmarcament motllurat, la meitat inferior de les quals està tapiada.
Finalment, de la façana posterior, amb accés al jardí, destaca la tribuna de perfil pentagonal respecte al pla de la façana sostinguda per mènsules. A la part superior s'hi obren dos finestrals d'arc de mig punt corresponent a l'espai immediat sota teulada.